# Herzlija (maják)
Maják Herzlija (hebrejsky: מגדלור הרצליה, anglicky: Herzliya Light, znám také jako Herzliya Marina Light) se nachází ve městě Herzlija v Izraeli ve východní části Středozemního moře.
Maják je na konci hlavního vlnolamu přístavu Herzlija a lze k němu dojít po molu. Věž je veřejnosti nepřístupná.

## Popis
Vysoký betonový válcový sloup s galerií a lucernou. Sloup má bílou barvu.

## Data
- Výška světla 15 m n. m.
- výška věže 11 m

- zelený záblesk v intervalu 5 sekund

označení:
- Admiralty  E5957
- NGA 113-21238